# Chœur Vittoria
 (juin 2013).
Si vous disposez d'ouvrages ou d'articles de référence ou si vous connaissez des sites web de qualité traitant du thème abordé ici, merci de compléter l'article en donnant les références utiles à sa vérifiabilité et en les liant à la section « Notes et références ».
Le Chœur régional Vittoria d'Île-de-France est un chœur dit d'oratorio dont le répertoire s'étend sur plusieurs siècles de musique profane ou sacrée, de Bach aux compositeurs plus contemporains. Basé à Paris, il est constitué d'une soixantaine de choristes.

## Historique
Créé en 1987 à l'initiative du Conseil régional d'Île-de-France, le Chœur régional Vittoria est placé, depuis sa création, sous la direction artistique de Michel Piquemal, en collaboration avec Boris Mychajliszyn, chef associé depuis 2011.
A l’origine, il soutenait les besoins des orchestres régionaux essentiellement dans le répertoire de l’oratorio. Le Chœur a collaboré avec de nombreux orchestres dont l'Orchestre national d'Île-de-France, l'Orchestre Pasdeloup, l'Orchestre Lamoureux, l'Orchestre national de Lille, l'Orchestre philharmonique du Luxembourg, orchestre atelier-ostinato, orchestre de chambre de paris (OCP), sous la direction de chefs tels que Jean-Claude Casadesus, Enrique Mazzola, Wolfgang Doerner, Yoel Levi, Jacques Mercier, Yutaka Sado, Bramwell Tovey, etc. Désormais, le Chœur régional Vittoria donne une place unique à des chanteurs amateurs passionnés dans un souci d'exigence et de diffusion de répertoires de musique vocale en Île-de-France et dans le monde.
Sa discographie se compose de dix-neuf enregistrements. En 1998, il remporte les 5es Victoires de la Musique Classique pour son enregistrement du Roi David d'Arthur Honegger (récitant : Jacques Martin) et pour l'ensemble de ses réalisations.
Aujourd'hui, le Chœur Vittoria est largement reconnu dans son expertise de la voix et son travail de réhabilitation d’œuvres et compositeurs oubliés grâce à au travail de son directeur artistique, Michel Piquemal auquel il associe le plus souvent le Chœur régional Vittoria d'Île-de-France.
Libre d'être une formation itinérante, le Chœur régional Vittoria est invité sur les plus grandes scènes françaises ainsi qu'à l'étranger et s'applique à ouvrir le chant choral à d'autres formes d'art (danse, ballet équestre...) et à des publics éloignés en Île-de-France et au delà.
Le Chœur régional Vittoria d'Île-de-France est subventionné par la Région Île-de-France et reçoit le soutien de la mairie de Paris pour valoriser une pratique artistique amateur d'excellence.

## Répertoire
De Bach à la musique contemporaine, il aborde tous les répertoires, avec une prédilection pour le romantisme allemand, la musique française des XIXe et XXe siècles et la redécouverte de compositeurs français oubliés tels que Joseph-Guy Ropartz, Jean Cras, Lili Boulanger ou encore Martial Caillebotte qu'il interprète en Île-de-France, mais aussi au-delà des frontières régionales et à l'étranger.
Hors des sentiers battus, le Chœur régional Vittoria d’Île-de-France cherche par ailleurs à créer de nouveaux horizons artistiques joint à l'art vocal : une collaboration avec le Puy du Fou, enregistrement d’une musique de film (Les Misérables avec Robert Hossein...), les Carmina Burana de Carl Orff chantés au Palais des Congrès avec le Ballet de Pékin, "Requiem" ballet équestre avec Bartabas à la Grande Halles de la Villette, Grand concert avec Radio Classique au Théâtre des Champs-Élysées...

### Redécouverte d’œuvres oubliées
Le Chœur régional Vittoria d'Île-de-France a par exemple été acteur de la redécouverte du Saint François d'Assise de Charles Gounod. En effet, la recréation mondiale de cette œuvre eut lieu le 20 juin 1996 au Festival d'Auvers-sur-Oise en la Cathédrale Saint-Maclou de Pontoise par l’Orchestre de la Cité, le Chœur régional Vittoria d’Île-de-France, les solistes Marc Laho et Thierry Félix, sous la direction de Michel Piquemal. Cette renaissance a été possible grâce à la découverte du manuscrit dans la Congrégation des Sœurs de la Charité Saint-Louis par Pascal Escande, directeur-fondateur du Festival d'Auvers-sur-Oise.
Michel Piquemal a également entrepris avec le Chœur Vittoria la réhabilitation musicale de Martial Caillebotte, frère du peintre impressionniste Gustave Caillebotte depuis 2012. L'ensemble choral a chanté la Messe solennelle de Pâques de Martial Caillebotte à l'Église Saint-Eustache le 15 février 2013 pour présenter l'œuvre.  Un disque consacré à la Messe solennelle de Pâques de Martial Caillebotte a été enregistré en mai 2012 avec l'Orchestre Pasdeloup, paru en janvier 2013, et a été récompensé des 4 ffff de Télérama et de 4 Diapasons.
Après la Messe solennelle de Pâques, l'exploration de l’œuvre de Martial Caillebotte a continué. En janvier 2015, le Chœur régional Vittoria a sorti un nouveau disque consacré à Martial Caillebotte et composé de trois pièces musicales : le Dies Irae, le poème symphonique Une Journée et le Psaume 132 - Ecce quam bonum (Éditions Hortus). Ce nouvel opus a été enregistré en mai 2014 avec l'Orchestre Pasdeloup, les solistes : Karine Deshayes, Clémentine Margaine, Philippe Do, Boris Mychajliszyn, Rudi Fernandez-Cardenas et en récitant Éric Génovèse, Sociétaire de la Comédie-Française. Le Chœur a donné en première mondiale le Dies Irae et le Psaume 132 - Ecce quam bonum de Martial Caillebotte à l'Église Saint-Eustache le 16 janvier 2015.

### Création de répertoire vocal
Le Chœur Vittoria a créé de nombreuses œuvres, sous la direction de Michel Piquemal.
Comme par exemple, le Stabat Mater de Kamillo Lendvay en 1991, la cantate Croix de Lumière d'Antony Girard en 1996, Paris-Tango de Juan-José Mosalini en 1999, Eleusis de Raymond Alessandrini en 2006, sous la direction de Michel Plasson, Le Dernier Jour d'un Condamné de David Alagna en 2007 avec Roberto Alagna, ou encore Le colosse de Mahdia d'Olivier Calmel en 2017.
En 2017, Michel Piquemal met en lumière une nouvelle œuvre avec la parution du disque de la MisaTango "Messe à Buenos Aires" en collaboration avec son compositeur argentin Martín Palmeri et donne à l’œuvre une notoriété instantanée quasi universelle. Le disque disponible aux Editions Hortus est présenté officiellement en novembre 2016 au conservatoire national supérieur d'Art dramatique en présence de Martin Palmeri .
En 2018, la MisaTango "Messe à Bueno Aires" est chorégraphiée par la Compagnie Julien Lestel alors en résidence à l'Opéra de Massy . La MisaTango concert-dansé est créé les 2 et 3 mai 2018 à l'Opéra de Massy, simultanément jouée par l’Orchestre Pasdeloup, chantée par le Chœur régional Vittoria d'Île-de-France, dansée par la Compagnie Julien Lestel et dirigé par Michel Piquemal. Pour cette occasion Martin Palmeri présent lors de cette création mondiale a tout spécialement composé une « ouverture » et un « offertoire » à sa MisaTango en remerciement du travail de Michel Piquemal autour de son œuvre. La MisaTango concert-dansé avec « Ouverture » et « Offertoire » le 2 mai 2018 à l'Opéra de Massy est donc une double création mondiale.

### Tournées internationales
Le Chœur régional Vittoria a réalisé plusieurs tournées internationales pour promouvoir l'art du chant choral à travers le monde.
Il a par exemple réalisé une tournée au Québec en 2008 pour les 400 ans du Québec dans la "symphonie des mille", mais également au Festival des Alizés (Essaouira – Maroc), aux Journées Chorales Internationales de Dakar et du Sénégal ou au Semana de Música Religiosa de Avilès (Espagne).
Il a également été la première structure en France à réaliser une tournée Franco Marocaine et accueillir l'Orchestre Philharmonique du Maghreb (OPM).
- En décembre 2013 eu lieu une première collaboration au Maroc avec l'OPM lors de trois concerts qui avaient réunis plus de 9000 spectateurs autour de la 9ème symphonie de Beethoven.
- En janvier 2016, alors que la France est plongée dans un contexte terroriste fort depuis novembre 2015, l'Orchestre Philharmonique du Maghreb (OPM), le Chœur philharmonique du Maroc, le Chœur régional Vittoria d'Île-de-France et Michel Piquemal décident d'affirmer une volonté de partage et de fraternité entre les peuples de part et d'autre de la Méditerranée avec une tournée franco-marocaine réunissant plus de 170 artistes du Maroc, de la Tunisie, de l'Algérie et de la France autour du Requiem de Verdi. Ainsi, trois représentations ont eu lieu à Casablanca dans l'espace de l’Eglise Notre-Dame, le mardi 12 janvier 2016 (représentation à 14h30 et 21h) puis le mercredi 13 janvier. À Rabat, c’est au Théâtre national Mohammed V que le Requiem de Verdi a été joué, le 15 janvier 2016. Enfin, en Île-de-France, au Théâtre de Longjumeau le 19 janvier 2016, et à l’Église Saint-Eustache le 20 janvier 2016[8]. Des solistes prestigieux tels que Norah Amsellem, Clémentine Margaine, Béatrice Uria-Monzon, Philippe Do, Boris Mychajliszyn et Derrick Ballard ont chanté lors de cette tournée, sous la direction de Michel Piquemal, déjà acteur depuis des années de projets culturels transméditerranéens (festival des trois cultures[9]...).

## Composition de l'équipe artistique
- Michel Piquemal, direction artistique et musicale
- Boris Mychajliszyn, chef associé

## Discographie
- 2017 : MisaTango de Martin Palmeri
- 2015 : Une Journée de Martial Caillebotte
- 2013 : Messe solennelle de Pâques de Martial Caillebotte
- 2008 : Le Dernier Jour d’un condamné de David Alagna
- 2004 : Missa Solemior, Reges Tharsis, Adoro Te, Sonate à deux, Chant de Pâques, Cortège de Gaston Litaize
- 2003 : Polyphème de Jean Cras
- 1998 : Djamileh de Georges Bizet
- 1997 : Le roi David d’Arthur Honegger : 5ème Victoire de la Musique Classique
- 1996 : L’enfance du Christ d’Hector Berlioz
- 1996 : Françoise Pollet, Airs sacrés français
- 1994 : Requiem et Lazare d’Alfred Bruneau
- 1994 : Psaume 136, Les Vêpres sonnent, Dimanche, Nocturne, Le Miracle de Saint-Nicolas de Joseph-Guy Ropartz
- 1992 : Stabat Mater, Gloria et Litanies à la Vierge noire de Francis Poulenc
- 1991 : Stabat Mater, Via Crucis et Fantaisie et Fugue de Kamillo Lendvay
- 1991 : Requiem, Psaume 129 et Messe brève en l’honneur de Sainte Anne de Joseph-Guy Ropartz
- 1990 : Le Déluge, La Nuit, La Fille du Timbalier de Camille Saint-Saëns
- 1990 : Jessye Norman at Notre Dame
- 1989 : Requiem, Pasume XVIII de Camille Saint Saëns
- 1989 : Dernière messe des vivants de François-Xavier Gossec